# 吉姆·韦伯
吉姆·韦伯（英語：Jim Webb）为一位美国音频工程师。他获得过1次奥斯卡最佳音响效果奖和1次提名。

## 精选影视作品
韦伯获得过1次奥斯卡金像奖，并得到1次提名。
获奖
- 《总统班底》 (1976)[1]

提名：
- 《歌声泪痕（英语：The Rose (film)）》 (1979)[2]

## 个人生活
韦伯1962年自音频工程学会毕业。